# Сподње Горје
Сподње Горје (словен. Spodnje Gorje) је насељено место у општини Горје, Горењска регија, Словенија.

## Историја
До територијалне реорганизације у Словенији биле су у саставу старе општине Радовљица.

## Становништво
У попису становништва из 2011. године, Сподње Горје су имале 998 становника.
| Број становника према пописима | Број становника према пописима | Број становника према пописима |
| ------------------------------ | ------------------------------ | ------------------------------ |
| 1991                           | 2002                           | 2011                           |
| 956                            | 997                            | 998                            |

Напомена: Године 1952. повећано за насеље Згорњи Грабен, које је укинуто. Године 1985. смањен за део насеља који је проглашен за ново самостално насеље Згорње Лазе.